# シルバーリンク

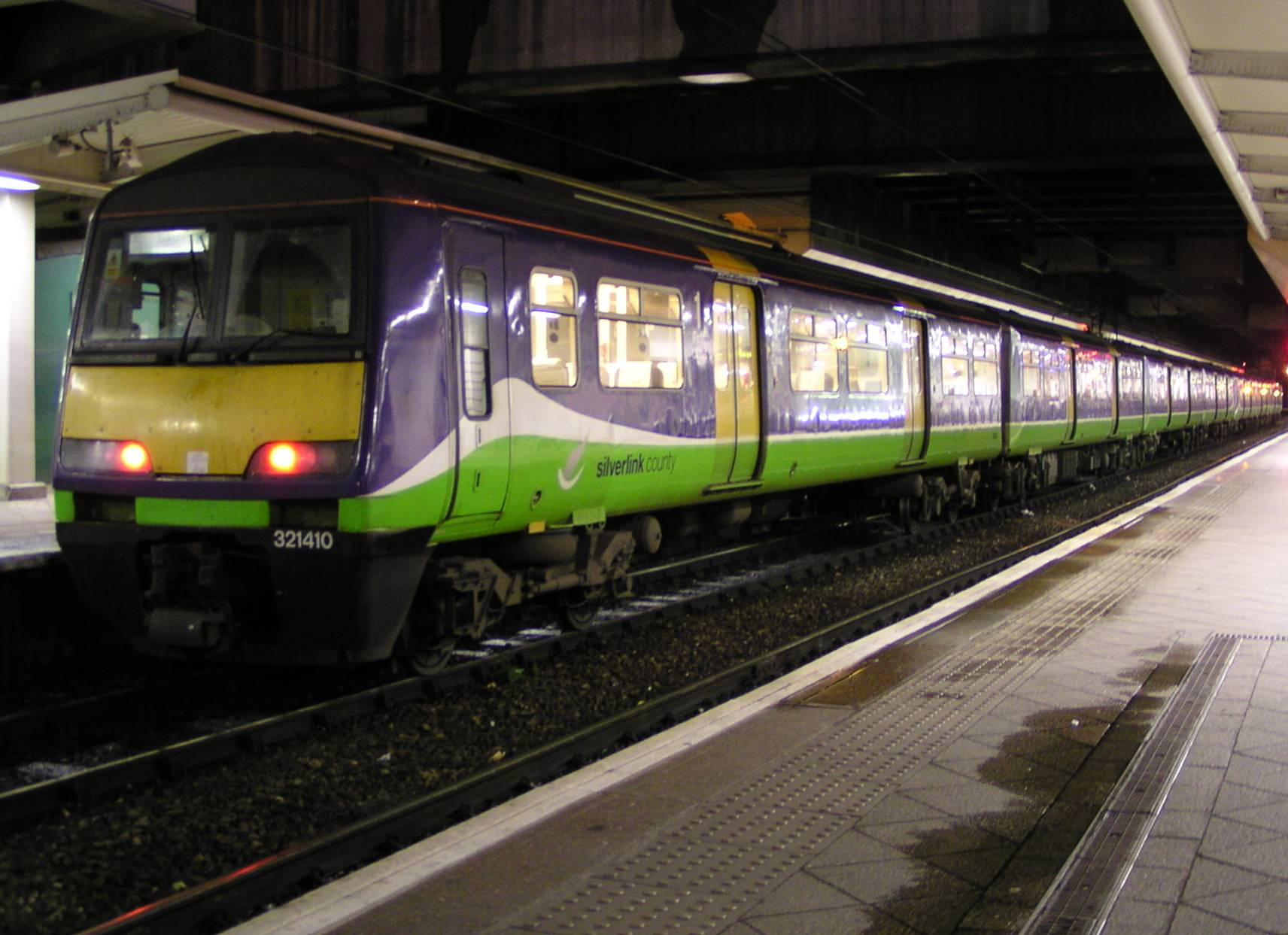
シルバーリンクの321系電車（2003年）

シルバーリンク・トレインズ（Silverlink Trains）は、1997年から2007年まで営業を行っていたイギリスの列車運行会社である。イングランド、ロンドン北部の近郊・通勤列車を運行していた。
段階的に行われたイギリス国鉄分割民営化により1997年3月からバス・鉄道大手、ナショナル・エクスプレス社の下での経営。
ロンドンのターミナル駅はユーストン駅で、路線はロンドン北部の郊外をカーバーするシルバーリンク・メトロとロンドンとミルトン・キーンズ、ノーサンプトンを結ぶ近郊都市を結ぶシルバーリンク・カウンティーに分かれている。シルバーリンク・カウンティーの列車はかつて、バーミンガムまで乗り入れていたが、2004年9月よりノーザンプトン以北の運行は同じナショナルエクスプレス傘下の姉妹会社セントラル・トレインズに代わった。
シルバーリンク・メトロの路線は交流電化区間と第三軌条750V直流電化区間があり、複電圧対応の電車が導入されている他、ゴスペル・オークとバーキングの間は気動車による運行となっている。シルバーリンク・カウンティーの列車はブレッチリーとベッドフォードの非電化支線以外は交流電車が使われている。

## 営業権満了による運行終了
シルバーリンクの路線営業権（フランチャイズ）は、2007年11月11日午前2時をもって満了する。
同日以降、シルバーリンク・カウンティーの路線はバーミンガムなどのウェストミッドランド地方の列車を運行する新会社ロンドン・ミッドランド（ゴヴィア傘下）による運行になる。シルバーリンク・メトロの路線はロンドン交通局の管理下におかれ、MTR Laing社がロンドン・オーバーグラウンドのブランドで運行を行う。MTR Laingは香港MTR社(50%)とJohn Laing plc(50%)の合弁会社である。
営業路線と従業員は新しい組織に引き継がれ、ナショナルエクスプレス社及びシルバーリンクの名前の下での営業は終了する。